# Internet Systems Consortium
Das Internet Systems Consortium (ISC; vormals Internet Software Consortium) ist eine Non-Profit-Organisation, die 1994 gegründet wurde. Ursprünglich als Ausgliederung der Universität Berkeley für die Weiterentwicklung der DNS-Server-Software BIND gegründet, zeichnet das ISC heute zudem für den Betrieb des Root-Nameservers mit der Bezeichnung F-Root und die Weiterentwicklung einer Reihe freier Software-Projekte verantwortlich.
Als zusätzliche Aufgabe überwacht das ISC das weltweite DNS und führt regelmäßig Host- und Domain-Zählungen durch. Bei derartigen Zählungen (Internet Domain Survey) wird der gesamte DNS-Baum durchgearbeitet und jeder ermittelte Host und jede Domain in die Statistik aufgenommen. Die Ergebnisse sind jedermann über die ISC-Website zugänglich.
Der Sitz der Organisation befand sich bis 2020 in Redwood City. Seitdem befindet sich der Sitz in Newmarket (New Hampshire), wobei die Mitarbeiter Telearbeit ausüben.

## DNS-OARC
2003 wurde vom ISC DNS-OARC (Domain Name System Operations, Analysis, and Research Center) gegründet,  das sich zur Aufgabe gemacht hat, die Stabilität des globalen DNS zu gewährleisten. DNS-OARC führt permanent Verkehrsanalysen und Durchsatzmessungen durch, agiert als Koordinator bei Angriffen und ist Ansprechpartner für Fragen der DNS-Sicherheit.
Seit 2008 ist DNS-OARC eine eigenständige Non-Profit-Organisation.